# Les Lieux de Marguerite Duras
Les Lieux de Marguerites Duras est un documentaire réalisé par Michelle Porte, diffusé les 3 et 17 mai 1976 sur TF1, et publié aux éditions de Minuit en 1977.

## Vidéographie
- Les Lieux de Marguerite Duras, VHS, Institut national de l'audiovisuel, 1993.
- Les Lieux de Marguerite Duras, DVD , Gallimard, coll. « Les grands entretiens », 2009.